# Święta alegoria
Święta alegoria (wł. Allegoria sacra) – obraz włoskiego malarza Giovanniego Belliniego.
Obraz przez wiele lat znajdował się w zbiorach cesarskich w Wiedniu. W 1793 roku za sprawą księdza Lanziego został przekazany do Poggio Imperiale, a dwa lata później do Galerii Uffizi. Aż do 1871 roku był uważany za dzieło Giorgiona i dopiero włoski krytyk sztuki Giovanni Battista Cavalcaselle dowiódł autorstwo Belliniego. Temat i oryginalny tytuł obrazu nie są znane, stąd badacze stworzyli wiele hipotez ich dotyczących. Niektórzy uważają, iż inspiracją do powstania obrazu był pochodzący z końca XIV wieku poemat Pielgrzymka duszy autorstwa Guillaume’a de Deguilleville’a. W późniejszych latach wysuwano inne przypuszczenia: Nicolo Rasmo w 1946 roku pisał, iż tematem obrazu jest święta rozmowa, inni natomiast sądzą, iż jest to alegoria idei miłosierdzia i sprawiedliwości, a nawet obraz raju.
Dzieło powstało w okresie dojrzałości artystycznej Belliniego. Jego prace z tego okresu przesycone były mistycyzmem i pozostawały pod wpływem odrodzonej myśli filozoficznej.

Dzieło podzielone jest na dwie części: u dołu, na wyłożonym marmurową posadzką tarasie, rozmieszczonych zostało kilka postaci; górna połowa obrazu, oddzielona balustradą, to naturalistyczny pejzaż zapełniony mitologicznymi postaciami, z jeziorem, w którym odbijają się fragmenty gór i błękitnego nieba. Według Zygmunta Waźbińskiego: 

Jest to jedna z najoryginalniejszych wizji pejzażu w sztuce włoskiego Quattrocenta.

Na tarasie po lewej stronie Bellini przedstawił Marię siedzącą na tronie, nad którą zawieszony jest baldachim imitujący róg obfitości – symbol płodności. Na tronie widoczny jest fryz przedstawiający scenę z mitu o Marsjaszu, nawiązującego do Pasji Jezusa. Koło Marii znajdują się dwie niezidentyfikowane postaci kobiece, prawdopodobnie dwie święte lub uosobienia dwóch cnót. Poza parapetem stoją prawdopodobnie św. Piotr i św. Paweł. Na dalszym planie, tuż przy krawędzi obrazu, widoczna jest postać w turbanie, prawdopodobnie symbolizująca niewiernych. Na środku tarasu czworo dzieci bawi się wokół małego drzewa, na którym widoczne są srebrne owoce. Drzewo może symbolizować drzewo wiedzy, symbol życia i mądrości. Po prawej stronie widoczne są stojące postaci Hioba i św. Sebastiana.